# Wyścig Szlakiem Bursztynowym 2016
31. edycja kolarskiego Wyścigu Szlakiem Bursztynowym odbywała się od 8 do 10 kwietnia 2016 roku. Wyścig liczył 4 etapy, o łącznym dystansie 440 km.

## Uczestnicy
Lista drużyn uczestniczących w wyścigu:
| Kod | Zespół                    |
| --- | ------------------------- |
| KTK | KTK Kalisz                |
| UKR | Ukraina Cycling Team      |
| BDR | Team UR-Krostitzer Giant  |
| LTP | Luks "Trójka" Piaseczno   |
| TKK | TKK Pacific Fitness       |
| MIX | MIX                       |
| DOM | Domin Sport               |
| TCC | TC Chrobry Scott Głogów   |
| KPM | KS Pogoń Mostostal Puławy |
| VOS | Voster Cycling Team       |
| GKS | GKS Cartusia Kartuzy      |

| Kod | Drużyna                          |
| --- | -------------------------------- |
| RYB | De Rosa Rybnik                   |
| JBG | JBG-2 Professional MTB Team      |
| WIB | Team Wibatech Fuji               |
| FAV | TJ Favorit Brno                  |
| PRA | Team Dukla Praha                 |
| KRI | Krismar Big Silvant War-m        |
| SKC | SKC Tufo-Prostejov               |
| TTP | Tarnovia Tarnowo Podgórne        |
| CK  | CK Pribram Fany Gastro           |
| ACT | Verva ActiveJet Pro Cycling Team |

## Etapy
| Etap | Data        | Start – Meta               | km  | Typ    | Zwycięzca etapu | Lider        |
| ---- | ----------- | -------------------------- | --- | ------ | --------------- | ------------ |
| 1.   | 8 kwietnia  | Warta – Warta              | 126 | Płaski | Martin Bauer    | Martin Bauer |
| 2.   | 9 kwietnia  | Opatówek – Opatówek        | 14  | ITT    | Kamil Gradek    | Kamil Gradek |
| 3.   | 9 kwietnia  | Kalisz – Kazimierz Biskupi | 144 | Płaski | Mateusz Nowak   | Kamil Gradek |
| 4.   | 10 kwietnia | Wieruszew – Kalisz         | 156 | Płaski | Mateusz Nowak   | Kamil Gradek |

## Klasyfikacja generalna
| M-ce | Imię i nazwisko      | Kraj   | Drużyna                          | Czas        |
| ---- | -------------------- | ------ | -------------------------------- | ----------- |
| 1.   | Kamil Gradek         | Polska | Verva ActiveJet Pro Cycling Team | 10h 56' 56" |
| 2.   | Mateusz Nowak        | Polska | Domin Sport                      | + 16"       |
| 3.   | Łukasz Bodnar        | Polska | Verva ActiveJet Pro Cycling Team | + 19"       |
| 4.   | Andrzej Bartkiewicz  | Polska | Team Wibatech Fuji               | + 36"       |
| 5.   | Patryk Górecki       | Polska | KS Pogoń Mostostal Puławy        | + 41"       |
| 6.   | Martin Boubal        | Czechy | CK Pribram Fany Gastro           | + 44"       |
| 7.   | Marek Rutkiewicz     | Polska | Team Wibatech Fuji               | + 46"       |
| 8.   | Daniel Staniszewski  | Polska | Verva ActiveJet Pro Cycling Team | + 47"       |
| 9.   | Florian Kretschy     | Niemcy | Team UR-Krostitzer Giant         | + 53"       |
| 10.  | Mateusz Kazimierczak | Polska | KS Pogoń Mostostal Puławy        | + 56"       |